# Jonas qui aura 25 ans en l'an 2000
Jonas qui aura 25 ans en l'an 2000 is een Frans-Zwitserse film van Alain Tanner die werd uitgebracht in 1976.

## Verhaal
Genève, enige tijd na de Parijse studentenrevolte. De levens van vier koppels kruisen elkaar. De koppels gaan samenwonen op een ecologisch geïnspireerd boerenerf. Alle acht zijn dertigers van wie de voornaam met Ma begint (Max, Mathieu, Marie ...). Ze zijn allemaal 'veteranen' van de beweging van 1968. Ze werden niet alleen gevormd door de revolutionaire ideeën maar zijn er tegelijkertijd ook reeds door ontgoocheld. Allen trachten een nieuwe inhoud en betekenis te geven aan hun idealistische doelstellingen en dromen van toen.
Max, een ex-militant, is corrector bij een krant geworden, Madeleine is secretaresse van een bankier en aanhangster van het tantrisme, Marco is leerkracht geschiedenis, Marie is kassierster, Marcel is zoöloog, Marguerite kweekt groenten, Mathieu is een werkloze arbeider en zijn vrouw Mathilde is zwanger. 
Hun samenwonen brengt vreugde maar ook conflicten en teleurstellingen met zich mee. De nakende geboorte van Jonas, de baby van Mathilde, concretiseert hun hoop op een (betere) toekomst voor het 'ecologisch' boerengezin dat ze met zijn allen vormen.  

## Rolverdeling
| Acteur              | Personage          |
| ------------------- | ------------------ |
| Jean-Luc Bideau     | Max Satigny        |
| Myriam Mézières     | Madeleine          |
| Jacques Denis       | Marco Perly        |
| Miou-Miou           | Marie              |
| Roger Gendly        | Marcel Certoux     |
| Dominique Labourier | Marguerite Certoux |
| Rufus               | Mathieu Vernier    |
| Myriam Boyer        | Mathilde Vernier   |
| Raymond Bussières   | Charles            |